# Coordenadas parabólicas

Coordenadas parabólicas (en rojo y verde) y cartesianas (azul claro)

Las coordenadas parabólicas son un sistema de coordenadas ortogonales bidimensionales en el que las líneas de coordenadas son parábolas confocales.
Una versión tridimensional de las coordenadas parabólicas, denominado coordenadas cilíndricas parabólicas, se obtiene mediante la rotación del sistema bidimensional sobre el eje de simetría de las parábolas.
Las coordenadas parabólicas poseen numerosas aplicaciones, como por ejemplo, el tratamiento del efecto Stark y la teoría del potencial.

## Coordenadas parabólicas bidimensionales
Las coordenadas parabólicas bidimensionales para {\displaystyle (\sigma ,\tau )}  se definen por las ecuaciones:
{\displaystyle x=\sigma \tau \,}
{\displaystyle y={\frac {1}{2}}\left(\tau ^{2}-\sigma ^{2}\right)}
Las curvas con {\displaystyle \sigma } constante forman parábolas confocales
{\displaystyle 2y={\frac {x^{2}}{\sigma ^{2}}}-\sigma ^{2}}
abiertas hacia arriba (en sentido {\displaystyle +y}), mientras que las curvas con {\displaystyle \tau } constante forman parábolas confocales
{\displaystyle 2y=-{\frac {x^{2}}{\tau ^{2}}}+\tau ^{2}}
abiertas hacia abajo (en sentido {\displaystyle -y}). Los focos de todas las parábolas se ubican en el origen.

## Factores de escala bidimensionales
Los factores de escala de las coordenadas parabólicas {\displaystyle (\sigma ,\tau )} equivalen a:
{\displaystyle h_{\sigma }=h_{\tau }={\sqrt {\sigma ^{2}+\tau ^{2}}}}
Para un elemento infinitesimal de área es
{\displaystyle dA=\left(\sigma ^{2}+\tau ^{2}\right)d\sigma d\tau }
y su Laplaciano es:
{\displaystyle \nabla ^{2}\Phi ={\frac {1}{\sigma ^{2}+\tau ^{2}}}\left({\frac {\partial ^{2}\Phi }{\partial \sigma ^{2}}}+{\frac {\partial ^{2}\Phi }{\partial \tau ^{2}}}\right)}
Otros operadores diferenciales tales como {\displaystyle \nabla \cdot \mathbf {F} } y {\displaystyle \nabla \times \mathbf {F} } pueden expresarse para coordenadas (σ, τ) substituyendo los factores de escala en las fórmulas generales encontrados en las coordenadas ortogonales.

## Coordenadas parabólicas tridimensionales

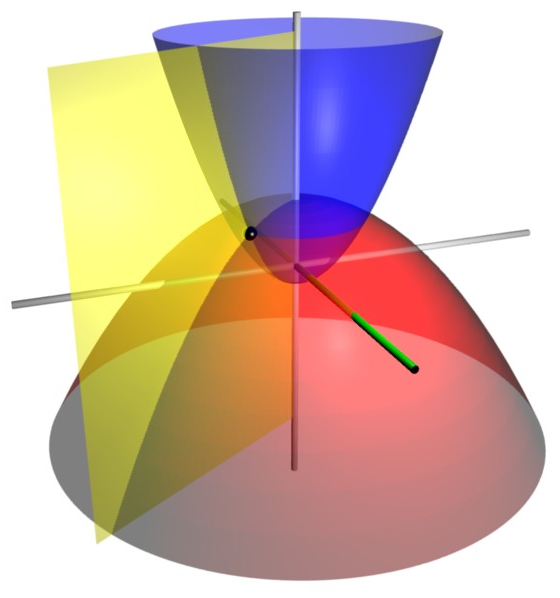
Superficies coordenadas de un sistema de coordenadas parabólicas tridimensional. El paraboloide rojo corresponde a τ=2, el paraboloide azul corresponde a σ=1 y el semiplano amarillo corresponde a φ = -60°. Las tres superficies se intersecan en el punto P (mostrado como una esfera negra) con coordenadas cartesianas aproximadamente iguales a (1,0; -1,732; 1,5)

Las coordenadas parabólicas bidimensionales forman la base para dos conjuntos de coordenadas ortogonales tridimensionales. Las coordenadas cilíndricas parabólicas son producidas por proyección en la dirección {\displaystyle z}.
La rotación sobre el eje de simetría de las parábolas produce un conjunto de
paraboloides confocales, formando un sistema de coordenadas que también es conocido como "coordenadas parabólicas"
{\displaystyle x=\sigma \tau \cos \varphi }
{\displaystyle y=\sigma \tau \sin \varphi }
{\displaystyle z={\frac {1}{2}}\left(\tau ^{2}-\sigma ^{2}\right)}
donde las parábolas están alineadas con el eje {\displaystyle z}, sobre el cual se ha realizado la rotación. Así, el ángulo azimutal {\displaystyle \phi } es definido por
{\displaystyle \tan \varphi ={\frac {y}{x}}}
Las superficies cuyo {\displaystyle \sigma } es constante forman paraboloides confocales
{\displaystyle 2z={\frac {x^{2}+y^{2}}{\sigma ^{2}}}-\sigma ^{2}}
con concavidades hacia arriba (o sea, en sentido {\displaystyle +z}), mientras que las superficies con {\displaystyle \tau } constante forman paraboloides confocales
{\displaystyle 2z=-{\frac {x^{2}+y^{2}}{\tau ^{2}}}+\tau ^{2}}
de concavidad hacia abajo (o sea, en sentido {\displaystyle -z}).  Los focos de todos estos paraboloides están localizados en el origen.
El tensor métrico de Riemann asociado a este sistema de coordenadas es
{\displaystyle g_{ij}={\begin{bmatrix}\sigma ^{2}+\tau ^{2}&0&0\\0&\sigma ^{2}+\tau ^{2}&0\\0&0&\sigma ^{2}\tau ^{2}\end{bmatrix}}}

## Factores de escala tridimensionales
Los tres factores de escala tridimensionales son:
{\displaystyle h_{\sigma }={\sqrt {\sigma ^{2}+\tau ^{2}}}}
{\displaystyle h_{\tau }={\sqrt {\sigma ^{2}+\tau ^{2}}}}
{\displaystyle h_{\varphi }=\sigma \tau \,}
Nótese que los factores de escala {\displaystyle h_{\sigma }} y {\displaystyle h_{\tau }} son los mismos del caso bidimensional. El elemento infinitesimal de volumen es entonces
{\displaystyle dV=h_{\sigma }h_{\tau }h_{\varphi }d\sigma \,d\tau \,d\varphi =\sigma \tau \left(\sigma ^{2}+\tau ^{2}\right)\,d\sigma \,d\tau \,d\varphi }
Y el laplaciano es dado por
{\displaystyle \nabla ^{2}\Phi ={\frac {1}{\sigma ^{2}+\tau ^{2}}}\left[{\frac {1}{\sigma }}{\frac {\partial }{\partial \sigma }}\left(\sigma {\frac {\partial \Phi }{\partial \sigma }}\right)+{\frac {1}{\tau }}{\frac {\partial }{\partial \tau }}\left(\tau {\frac {\partial \Phi }{\partial \tau }}\right)\right]+{\frac {1}{\sigma ^{2}\tau ^{2}}}{\frac {\partial ^{2}\Phi }{\partial \varphi ^{2}}}}
Otros operadores diferenciales tales como {\displaystyle \nabla \cdot \mathbf {F} } 
y {\displaystyle \nabla \times \mathbf {F} } pueden ser expresados en coordenadas {\displaystyle (\sigma ,\tau ,\phi )} sustituyendo los factores de escala en las fórmulas generales encontradas en coordenadas ortogonales.

## Fórmula alternativa
La conversión de coordenadas cartesianas a parabólicas se realiza a través de la siguiente transformación:
{\displaystyle \xi ={\sqrt {{\sqrt {x^{2}+y^{2}+z^{2}}}+z}},}
{\displaystyle \eta ={\sqrt {{\sqrt {x^{2}+y^{2}+z^{2}}}-z}},}
{\displaystyle \phi =\arctan {y \over x}.}
El jacobiano de la transformación dada vincula términos infinitesimales como
{\displaystyle {\begin{bmatrix}d\eta \\d\xi \\d\phi \end{bmatrix}}={\begin{bmatrix}{\frac {x}{\sqrt {x^{2}+y^{2}+z^{2}}}}&{\frac {y}{\sqrt {x^{2}+y^{2}+z^{2}}}}&-1+{\frac {z}{\sqrt {x^{2}+y^{2}+z^{2}}}}\\{\frac {x}{\sqrt {x^{2}+y^{2}+z^{2}}}}&{\frac {y}{\sqrt {x^{2}+y^{2}+z^{2}}}}&1+{\frac {z}{\sqrt {x^{2}+y^{2}+z^{2}}}}\\{\frac {-y}{x^{2}+y^{2}}}&{\frac {x}{x^{2}+y^{2}}}&0\end{bmatrix}}{\begin{bmatrix}dx\\dy\\dz\end{bmatrix}}}
siendo
{\displaystyle \eta \geq 0,} y {\displaystyle \xi \geq 0.}
Si φ = 0 se obtiene una sección transversal con las coordenadas limitadas al plano xz:
{\displaystyle \eta =-z+{\sqrt {x^{2}+z^{2}}},}
{\displaystyle \xi =z+{\sqrt {x^{2}+z^{2}}}.}
Sea η=c (una constante), entonces
{\displaystyle \left.z\right|_{\eta =c}={x^{2} \over 2c}-{c \over 2}.}
Esta es una parábola con foco en el origen, para cualquier valor c. Su eje de simetría es vertical y su concavidad está orientada hacia arriba.
Se ξ=c entonces
{\displaystyle \left.z\right|_{\xi =c}={c \over 2}-{x^{2} \over 2c}.}
Esta es una parábola con foco en el origen, para cualquier valor de c. Su eje de simetría es vertical y su concavidad está orientada hacia abajo.
Ahora, considérese cualquier parábola η = c para arriba y toda parábola ξ = b hacia abajo. Si se desea encontrar su intersección:
{\displaystyle {x^{2} \over 2c}-{c \over 2}={b \over 2}-{x^{2} \over 2b},}
entonces
{\displaystyle {x^{2} \over 2c}+{x^{2} \over 2b}={b \over 2}+{c \over 2},}
y agrupando x²
{\displaystyle x^{2}\left({b+c \over 2bc}\right)={b+c \over 2},}
se cancelan los factores comunes de ambos lados
{\displaystyle x^{2}=bc,\,}
tomando su raíz cuadrada,
{\displaystyle x={\sqrt {bc}}.}
x es la media geométrica de b y c. Una vez hallada la abscisa de la intersección, se procede a obtener la ordenada. Sustituyendo el valor de x en la ecuación de la parábola con la concavidad orientada hacia arriba:
{\displaystyle z_{c}={bc \over 2c}-{c \over 2}={b-c \over 2},}
y ahora, sustituyendo el valor de x en la ecuación de la parábola con la concavidad hacia abajo:
{\displaystyle z_{b}={b \over 2}-{bc \over 2b}={b-c \over 2}.}
zc = zb. Por lo tanto, el punto de intersección es
{\displaystyle P:\left({\sqrt {bc}},{b-c \over 2}\right).}
Trácense ahora un par de tangentes a través del punto P, con una tangente en cada parábola. La recta tangente por el punto P a la parábola superior tiene la pendiente:
{\displaystyle {dz_{c} \over dx}={x \over c}={{\sqrt {bc}} \over c}={\sqrt {b \over c}}=s_{c}.}
La recta tangente a través del punto P a la parábola inferior tiene la pendiente:
{\displaystyle {dz_{b} \over dx}=-{x \over b}={-{\sqrt {bc}} \over b}=-{\sqrt {c \over b}}=s_{b}.}
El producto de las dos pendientes es:
{\displaystyle s_{c}s_{b}=-{\sqrt {b \over c}}{\sqrt {c \over b}}=-1.}
El producto de las pendientes es una "pendiente negativa" porque las rectas son perpendiculares. Esto es cierto para cualquier par de parábolas con las concavidades en direcciones opuestas.
Así mismo, un par de parábolas se cruzan en dos puntos, pero cuando φ es cero, en realidad limita las otras coordenadas ξ y η para moverse en el semiplano con x>0, ya que x<0 corresponde a φ = π.
Por lo tanto, un par de coordenadas ξ y η especifican un solo punto en el semiplano. Al variar φ entre 0 y 2π, el semiplano vuelve al punto (alrededor del eje z, que es el eje de revolución): la fórmula de los paraboloides. Un par de paraboloides opuestos se cortan en circunferencias, y el valor de φ especifica un semiplano que corta a través de la intersección con la circunferencia un solo punto. Las coordenadas cartesianas de los puntos son: [Menzel, p. 139]
{\displaystyle x={\sqrt {\xi \eta }}\cos \phi ,}
{\displaystyle y={\sqrt {\xi \eta }}\sin \phi ,}
{\displaystyle z={\begin{matrix}{\frac {1}{2}}\end{matrix}}(\xi -\eta ).}
{\displaystyle {\begin{vmatrix}dx\\dy\\dz\end{vmatrix}}={\begin{vmatrix}{\frac {1}{2}}{\sqrt {\frac {\xi }{\eta }}}\cos \phi &{\frac {1}{2}}{\sqrt {\frac {\eta }{\xi }}}\cos \phi &-{\sqrt {\xi \eta }}\sin \phi \\{\frac {1}{2}}{\sqrt {\frac {\xi }{\eta }}}\sin \phi &{\frac {1}{2}}{\sqrt {\frac {\eta }{\xi }}}\sin \phi &{\sqrt {\xi \eta }}\cos \phi \\-{\frac {1}{2}}&{\frac {1}{2}}&0\end{vmatrix}}\cdot {\begin{vmatrix}d\eta \\d\xi \\d\phi \end{vmatrix}}}